# Bálsamo (álbum)
Bálsamo es el segundo álbum de estudio del cantante y compositor mexicano Caloncho, fue escrito en su mayoría por el mismo y producido por Mateo Lewis. Contiene trece canciones, del cual se extrajeron sencillos como «Hedonista» y «Optimista» publicados el 23 y 30 de junio de 2017, respectivamente. Se grabó en California y fue distribuido por Universal Music México. Salió a la venta el 11 de agosto de 2017. El 9 de febrero fue publicado en los Estados Unidos en formato físico y disco de vinilo por Universal Music Latino. El álbum está inspirado en los sonidos de los años ochenta, tomando como referencia a artistas como Michael Jackson y Stevie Wonder. El arte de la compasión un libro del Dalai Lama también influyó en la composición.
Sobre el álbum Caloncho dijo: «Bálsamo surge de la cualidad de la música para sanar, para aliviar. Es un Bálsamo para el espíritu. Me pareció interesante resaltar esa característica del arte y también otra que es el lado incondicional de la misma que también se puede relacionar con la figura materna: siempre está ahí para ti y de ahí el nombre» en una entrevista para la revista Red Capital. Bálsamo fue certificado con disco de oro por la Asociación Mexicana de Productores de Fonogramas y Videogramas.

## Recepción
José Marr de la revista Me hace ruido calificó al álbum con una puntuación de 7.8, diciendo que «Caloncho ha logrado hacer un buen segundo disco... ha madurado de sobre manera, incluso da la impresión que hubo un disco entre el periodo de Fruta y Bálsamo por el crecimiento artístico» añadió que incrementó  la calidad en la producción. También dijo: «No es una obra maestra, sin embargo, parece que llegará en el futuro por la facilidad con la que Caloncho puede armar conceptos y evolucionar sin perturbar su esencia.

## Lista de Canciones
| Lista de canciones |                    |                                                                  |          |  |
| N.º                | Título             | Escritor(es)                                                     | Duración |  |
| 1.                 | «Bálsamo»          | Oscar Alfonso Castro Valenzuela                                  | 4:02     |  |
| 2.                 | «Optimista»        | Castro Valenzuela • Mateo Lewis                                  | 3:32     |  |
| 3.                 | «Equipo»           | Castro Valenzuela                                                | 3:24     |  |
| 4.                 | «Brillo mío»       | Castro Valenzuela                                                | 3:16     |  |
| 5.                 | «Hedonista»        | Castro Valenzuela                                                | 3:17     |  |
| 6.                 | «No me caigo bien» | Castro Valenzuela                                                | 1:33     |  |
| 7.                 | «Diario»           | Castro Valenzuela • Mateo Lewis                                  | 3:00     |  |
| 8.                 | «Mascota»          | Castro Valenzuela • Mateo Lewis • Rodolfo David Aguilar Dorantes | 2:51     |  |
| 9.                 | «Fotosíntesis»     | Castro Valenzuela                                                | 2:44     |  |
| 10.                | «Fierroflies»      | Castro Valenzuela • Aguilar Dorantes                             | 1:02     |  |
| 11.                | «Amigo mujer»      | Castro Valenzuela                                                | 3:33     |  |
| 12.                | «Bebé»             | Castro Valenzuela                                                | 1:31     |  |
| 13.                | «Campamocha»       | Castro Valenzuela                                                | 2:56     |  |
| 36:44              |                    |                                                                  |          |  |

## Certificaciones
| País   | Organismo certificador | Certificación | Ventas certificadas | Ref.  |
| ------ | ---------------------- | ------------- | ------------------- | ----- |
| México | AMPROFON               | Oro           | 30 000              | [ 9 ] |

## Historial de lanzamiento
| País   | Fecha                | Formato(s)            | Sello                  | Ref.   |
| ------ | -------------------- | --------------------- | ---------------------- | ------ |
| México | 11 de agosto de 2017 | CD + Descarga digital | Universal Music México | [ 11 ] |